# Свободин, Николай Капитонович
Николай Капитонович Свобо́дин (1898—1965) — советский актёр театра и кино. Народный артист РСФСР (1954). Лауреат Сталинской премии первой степени (1949).

## Биография
Родился 8 (20) мая 1898 года в селе Узморье Новоузенского уезда Самарской губернии (ныне Энгельсский район Саратовской области). В 1917—1919 годах — артист и режиссёр в Театре политпросвета и инструктор по Народному театру Отдела народного образования Новоузенска. В 1919—1921 играл в Театре имени А. В. Луначарского и преподавал в Школе актёрского мастерства в Покровске. В 1921 году — заведующий театральным отделом Губполитпросвета в Харькове. В 1921—1925 годах — актёр и главный режиссёр Театра рабочей молодёжи в Харькове. В 1925 году окончил Высшие театральные мастерские при Малом театре и вступил в труппу Театра-студии Малого театра (с 1932 года Новый театр). С 1938 года актёр МХАТ СССР имени Горького. Играл преимущественно роли отрицательных героев — надменных аристократов, царских сановников и др. Несмотря на известную ограниченность своего амплуа, артист находил для каждой роли новый сценический рисунок, добивался острой и яркой характеристики персонажа. В 1934—1941 годах преподавал в ГИТИСе имени А. В. Луначарского, в 1963—1964 годах — во ВГИКе.
Дважды был депутатом Свердловского райсовета Москвы.
Умер 20 сентября 1965 года. Похоронен в Москве в колумбарии Новодевичьего кладбища.

## Награды и звания
- народный артист РСФСР (1954).
- Сталинская премия первой степени (1949) — за исполнение роли профессора Лосева в фильме «Суд чести» (1949).[1]
- орден Трудового Красного Знамени (1948)
- медали

## Творчество

### Роли в театре

#### Театр-студияМалого театра(Новый театр)
- «Кинороман» Г. Кайзера — граф Стьернэнэ
- «Вредный элемент» В. В. Шкваркина — Щукин
- «Уриель Акоста» К. Гуцкова — Бен-Акиба
- «Президенты и бананы» Г. Вечора и М. Я. Тригера по О'Генри — мистер Блисси
- «Скупой рыцарь» А. С. Пушкина — Барон
- 1935 — «Трус» А. А. Крона — ефрейтор Дорофей Семеняк

#### МХАТ СССР имени Горького
- 1939 — «Половчанские сады» Л. М. Леонова — Унус; «Дни Турбиных» М. А. Булгакова — Владимир Робертович Тальберг; «Мёртвые души» по Н. В. Гоголю — Плюшкин
- 1940 — «Три сестры» А. П. Чехова — Николай Львович Тузенбах, Фёдор Ильич Кулыгин
- 1941 — «Враги» М. Горького — Становой, Николай Скроботов; «На дне» М. Горького — Актёр
- 1942 — «Фронт» А. Е. Корнейчука — Орлик
- 1943 — «Последние дни» М. А. Булгакова — Леонтий Васильевич Дубельт; «Дядюшкин сон» (по Ф. М. Достоевскому) — Князь
- 1946 — «Школа злословия» Р. Б. Шеридана — мистер Крэбтри
- 1947 — «Русский вопрос» К. М. Симонова — Харди; «Алмазы» Н. А. Асанова — Палехов
- 1948 — «Воскресение» по Л. Н. Толстому — Защитник; «Лес» А. Н. Островского — Евгений Аполлонович Милонов; «Таланты и поклонники» А. Н. Островского — князь Ираклий Стратонович Дулебов
- 1949 — «Заговор обреченных» Н. Е. Вирты — кардинал Бинч
- 1951 — «Анна Каренина» по Л. Н. Толстому — Дипломат
- 1952 — «Залп „Авроры“» М. В. Большинцова и М. Э. Чиаурели — Френсли
- 1953 — «Ломоносов» Вс. В. Иванова — академик Уитворт
- 1954 — «Дачники» М. Горького — Яков Петрович Шалимов; «За власть Советов» В. П. Катаева — Пётр Васильевич Бачей; «Плоды просвещения» Л. Н. Толстого — Сергей Иванович Сахатов
- 1956 — «Кремлёвские куранты» Н. Ф. Погодина — Скептик
- 1957 — «Безымянная звезда» М. Себастьяна — начальник вокзала
- 1958 — «Дорога через Сокольники» В. А. Раздольского — Владимир Януарович; «Юпитер смеётся» А. Дж. Кронина — Эдгар Бригге
- 1962 — «Убийца» И. Шоу — адмирал Веспери
- 1963 — «Анна Каренина» по Л. Н. Толстому — Алексей Александрович Каренин
- 1965 — «Возмездие» Л. Кручковского — Леманьский

## Фильмография
1. 1937 — Белеет парус одинокий — хозяин тира; Ленин в Октябре — Рутковский
2. 1939 — Высокая награда — Боголюбов; Ленин в 1918 году — Рутковский
3. 1946 — Глинка — барон Игорь Фёдорович Розен
4. 1948 — Суд чести — профессор Лосев
5. 1950 — Секретная миссия — немецкий промышленник
6. 1951 — Пржевальский — Великий князь
7. 1953 — Адмирал Ушаков и Корабли штурмуют бастионы — Мордовцев
8. 1955 — Хористка — телефонист Колпаков
9. 1957 — Семья Ульяновых — Горский
10. 1958 — Матрос с «Кометы» — Пересветов
11. 1959 — Часы остановились в полночь — Афанасий Лаврентьевич Деев
12. 1960 — Воскресение — полковник; Северная повесть — полковник Киселёв
13. 1963 — Верните плату за обучение (телеспектакль)